# Urtica mollis
Urtica mollis är en nässelväxtart som beskrevs av Ernst Gottlieb von Steudel. Urtica mollis ingår i släktet nässlor, och familjen nässelväxter. Inga underarter finns listade i Catalogue of Life.